# Sebe
Zebe es una pequeña ciudad de Togo situada en el lado norte de la laguna cerca de Aného. Fue la segunda capital de la colonia alemana de Togo desde 1887, cuando reemplazó a Bagid (actual Baguida) hasta 1897, y que luego fue reemplazada por la actual capital, Lomé.